# Robert Wilson (remer)
Robert Wilson (anglès: Robert Andrew Wilson)  (Kamloops, 14 d'octubre de 1935) és un remer canandenc, ja retirat, que va competir durant la dècada de 1950.
El 1956 va prendre part en els Jocs Olímpics d'Estiu de Melbourne, on guanyà la medalla de plata en la prova del vuit amb timoner del programa de rem. En el seu palmarès també destaquen dues medalles d'or als Jocs de l'Imperi Britànic, el 1954 i 1958; i tres campionats nacionals.
El 1953 començà els seus estudis a la Universitat de la Colúmbia Britànica, on es va graduar el 1959. Posteriorment treballà en la indústria petroliera a Alberta.